# 夏季行动
夏季行动（西班牙語：Operation Verano）是富尔亨西奥·巴蒂斯塔政府在古巴革命期间的1958年发动的夏季军事进攻行动。起义军方面称之为 “攻势”（La Ofensiva）。此次军事行动旨在摧毁菲德尔·卡斯特罗领导的起义军，这支起义军自1956年12月乘坐“格拉玛号”抵达古巴以来，在马埃斯特腊山脉地区日渐强盛。夏季行动遭到起义军的强烈抵抗，起义军在拉普拉塔战役和拉斯梅赛德斯战役中表现突出。最终，夏季行动未能实现其目标，并导致古巴政府军士气低落，意志消沉。菲德尔·卡斯特罗将其视为一次胜利，并很快发动起义军的反攻。